# عمق هیدرولیکی
عمق هیدرولیکی در مهندسی هیدرولیک یک پارامتر با بعد طول است که در محاسبهٔ جریان بحرانی به کار می‌رود.

## تعریف
جریان بحرانی با عدد فرود Fr شناخته می‌شود. این عدد نشان دهندهٔ نسبت نیروی شتاب دهنده به نیروی گرانش است. شکل کلی عدد فرود به صورت رابطهٔ زیر است:
{\displaystyle Fr={\frac {\alpha Q^{2}T}{gA^{3}\cos \theta }}}
که در آن، Q دبی جریان، T و A عرض سطح آزاد و مساحت مقطع جریان، α ضریب تصحیح انرژی جنبشی و θ زاویهٔ بستر کانال با افق هستند. اگر عدد فرود یک جریان، برابر با یک باشد، آن جریان بحرانی است. عدد فرود کمتر از یک بیانگر جریان زیربحرانی و عدد فرود بزرگتر از یک نشان دهندهٔ جریان فوق بحرانی است.
رابطهٔ بالا با تعریف دبی به صورت Q=vA، به رابطهٔ زیر تبدیل می‌شود:
{\displaystyle Fr={\frac {\alpha v^{2}T}{gA\cos \theta }}}
در رابطهٔ بالا دو پارامتر وابسته به ابعاد کانال وجود دارند که برای سادگی محاسبه به یک پارامتر تبدیل می‌شوند: D=A/T. این پارامتر را عمق هیدرولیکی جریان می‌نامند.

## عمق هیدرولیکی مقاطع خاص
عمق هیدرولیکی هر مقطع هندسی بر اساس مشخصات آن مقطع قابل محاسبه است. عمق هیدرولیکی چند مقطع هندسی متداول در جدول زیر ارائه شده‌است:
| متن عنوان | ابعاد                             | عمق هیدرولیکی                                                                  |
| --------- | --------------------------------- | ------------------------------------------------------------------------------ |
| مستطیل    | عرض b عمق y                       | {\displaystyle y}                                                              |
| ذوزنقه    | عرض b عمق y شیب کناره z           | {\displaystyle {\frac {(b+zy)y}{b+2zy}}}                                       |
| مثلث      | عمق y شیب کناره z                 | {\displaystyle {\frac {y}{2}}}                                                 |
| دایره     | قطر d کمان متناظر پیرامون مرطوب θ | {\displaystyle ({\frac {\theta -\sin \theta }{\sin \theta /2}}){\frac {d}{8}}} |